# Parque nacional Llanganates
El parque nacional Llanganates (PNLl) es un área protegida en Ecuador situada entre las provincias de Cotopaxi, Tungurahua, Pastaza y Napo. Su nombre, Llanganates, proviene del vocablo quechua que significa 'montaña hermosa'. Ubicada al interior del parque, se halla su elevación más alta que se denomina con el mismo nombre: cerro Hermoso. El parque es famoso por el Tesoro de la Llanganatis.
Al parque se puede acceder desde varias direcciones; pero los visitantes suelen acceder a través de poblaciones como Salcedo, Patate, Píllaro y Baños.

## Características biológicas
El parque se divide en dos zonas ecológicas: la zona occidental y la zona oriental. 
La zona occidental se encuentra en el páramo andino, muy por encima de la zona oriental. Aquí los visitantes encuentran un paisaje desierto de picos montañosos y valles altos. La zona está poblada principalmente por camélidos sudamericanos como vicuñas, llamas y alpacas.
La zona oriental está ubicada en los flancos orientales de los Andes. Aquí el visitante encuentra una rica biodiversidad de plantas y animales entre los bosques retorcidos de la parte superior de la Amazonia. Esta zona es muy inaccesible y se suele recorrer solo a pie. El gran número de ríos, que desembocan fuera los Andes, también hace que esta área sea difícil de cruzar.

### Formaciones vegetales
Las características geológicas del parque han permitido la proliferación de especies florísticas, siendo esta una de las más importantes a nivel biológico en los Andes ecuatorianos. Según el sistema de clasificación de vegetación para el Ecuador continental, el parque nacional se encuentra ubicado en la subregión norte de la cordillera Oriental, y a su vez esta se subdivide en varios tipos de vegetación.
| Formaciones vegetales en el PNLl | Formaciones vegetales en el PNLl |
| -------------------------------- | -------------------------------- |
| Páramo                           | Herbáceo                         |
| Páramo                           | de Frailejones                   |
| Páramo                           | de Almohadillas                  |
| Páramo                           | Pantanoso                        |
| Páramo                           | Herbazal lacustre montano Alto   |
| Bosque                           | Siempre verde montano Alto       |
| Bosque                           | de neblina montano               |
| Bosque                           | Siempre verde montano Bajo       |

### Flora
Los Llanganates conservan importantes especies de plantas nativas. Entre ellas se encuentran el pumamaqui, arrayán, espadaña, yagual, palma de ramos, licopodio (representante de la familia de las licopodiáceas, son helechos y, concretamente, el licopodio se caracteriza por poseer los tallos bastante largos, pueden llegar a medir hasta un metro de largo), gencianas, achupalla, pajonales, cedro, chuncho, ceibo, garango, caoba, chontaduro, tagua, olivo, orquídeas, bromelias, anturios, frailejón y heliconias (es un género que agrupa más de cien especies de plantas tropicales, originarias de Suramérica, Centroamérica, las islas del Pacífico e Indonesia. Se les llama platanillo por sus hojas o ave del paraíso y muela de langosta por las coloridas brácteas que envuelven su flor)

### Fauna

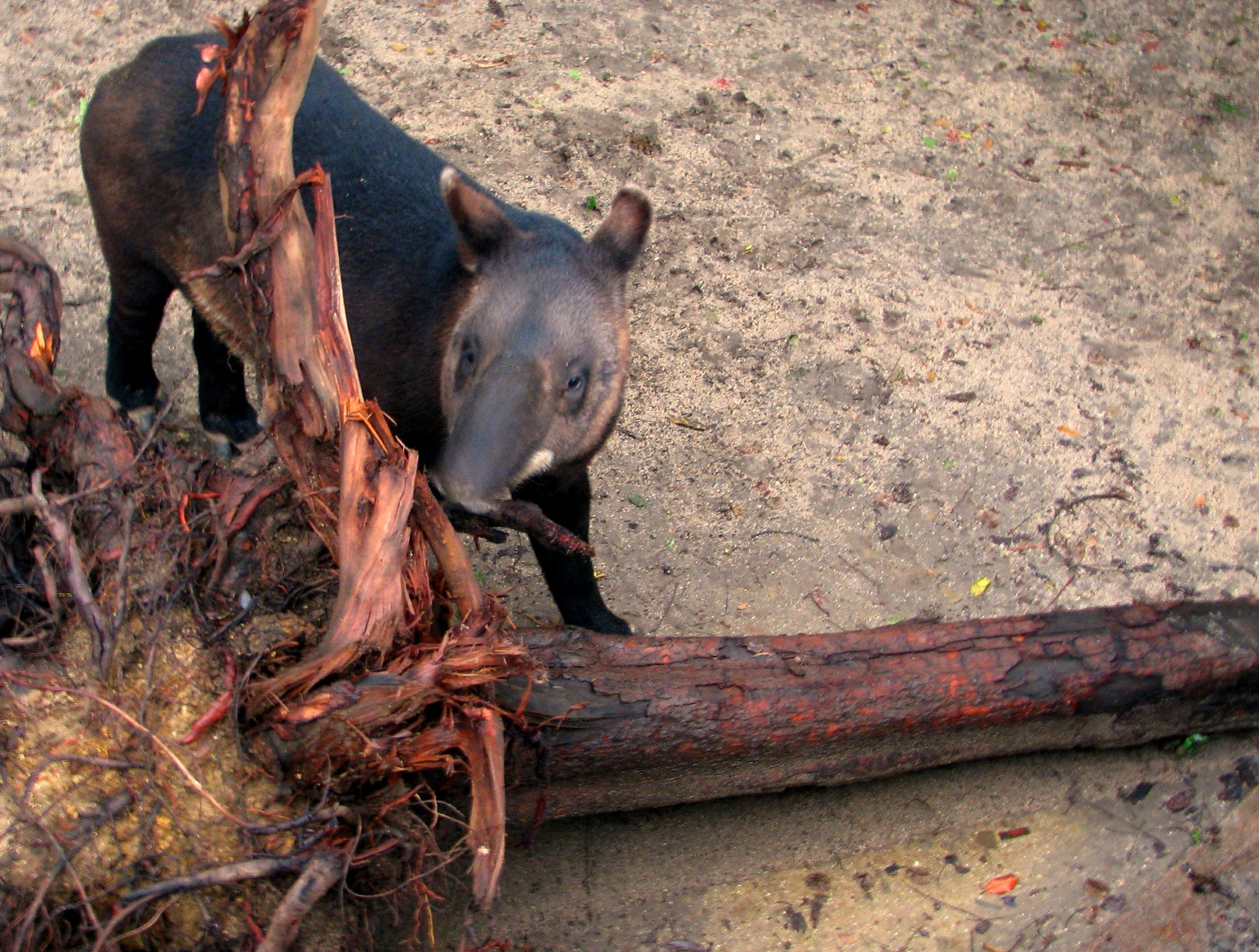
El tapir de alta montaña (Tapirus pinchaque)

En lo que a esta respecta, este parque nacional también es un claro representante de la diversidad faunística nacional, albergando a diferentes especies animales como el tapir de montaña (Tapirus pinchaque), este se encuentra desde la parte norte de Perú, la parte este y noroeste de la cordillera de los Andes del Ecuador hasta la parte occidental, este y central de los Andes colombianos. Su hábitat son los bosques montaños y páramos que van desde los 2000 a 4000 m s. n. m.
También se localizan especies representativas como el oso de anteojos, venado, cabras, mono machín, jaguar, puma,tapir puercoespín, guanta y el oso hormiguero. Entre las especies de aves, se encuentran el pato, gaviota andina, curiquingue, cóndor, especies en peligro de extinción; congos, pilco real o pollito, y colibríes, real, bunga y pico espada.